# Joseph Fondjo
 (juin 2020).
Joseph Fondjo est un député de la l'assemblée nationale du Cameroun.

## Biographie

### Carrière
Il est député de la région de l'Ouest au Cameroun. 